# Knocked Out Loaded
Knocked Out Loaded è il ventiquattresimo album in studio del cantautore Bob Dylan, pubblicato dalla Columbia Records nel luglio 1986.
L'album è stato accolto male dopo la pubblicazione, ed è ancora considerato da alcuni critici come uno degli album di Dylan meno riusciti, sia dal punto di vista artistico, sia dal punto di vista tecnico.

## Produzione
Durante le pause del True Confessions Tour che Dylan stava portando in giro negli Stati Uniti, l'Australia, il Giappone e l'Europa, nacque l'idea di produrre questo disco insieme alla backing band del momento, Tom Petty and the Heartbreakers. Il progetto prese forma in fretta, ma per la produzione Dylan volle accanto a sé, oltre alla citata band, una cinquantina di altri artisti, alcuni dei quali di spicco come Al Kooper, T Bone Burnett, Ron Wood dei Rolling Stones, Dave Stewart degli Eurythmics. Per la maggior parte delle tracce furono usate delle basi strumentali registrate nelle sessioni del 1985, per la parte rimanente i musicisti furono costretti a chiudersi in studio fra una data e l'altra del tour del 1986. La realizzazione dell'album non portò via più di un mese e, nonostante il lavoro di ben quattro ingegneri del suono (Brit Bacon, Judy Feltus, Don Smith e George Tutko) e l'utilizzo di sonorità insolite per Dylan (tastiere elettroniche, congas e perfino un mandolino), le registrazioni risultano tecnicamente scadenti.

## Composizione
L'album contiene otto brani, di cui solo due sono composti dallo stesso Dylan. Tre brani sono collaborazioni (rispettivamente con Carole Bayer Sager, Tom Petty e il celebre attore, regista e sceneggiatore Sam Shepard) e altri tre sono cover. Maybe Someday, brano di Dylan che chiude la prima facciata, parafrasa un verso della poesia di Thomas Eliot Il viaggio dei Magi: "And the cities hostile and the towns unfriendly"  diventa in Dylan "Through hostile cities and unfriendly towns". Il brano più significativo è Brownsville Girl che apre la seconda facciata, una ballata di undici minuti arricchita di citazioni cinematografiche nel testo scritto da Sam Shepard in collaborazione con lo stesso Dylan. 

## Tracce
1. You Wanna Ramble (Little Junior Parker) – 3:14
2. They Killed Him (Kris Kristofferson) – 4:00
3. Driftin' Too Far From Shore (Bob Dylan) – 3:39
4. Precious Memories (Trad. Arr. Bob Dylan) – 3:13
5. Maybe Someday (Bob Dylan) – 3:17
6. Brownsville Girl (Bob Dylan, Sam Shepard) – 11:00
7. Got My Mind Made Up (Bob Dylan, Tom Petty) – 2:53
8. Under Your Spell (Bob Dylan, Carole Bayer Sager) – 3:58

## Formazione
- Britt Bacon – ingegnere
- Mike Berment – tamburi metallici
- Peggie Blu – coro
- Majason Bracey – coro
- Clem Burke – batteria
- T-Bone Burnett – chitarra
- Mike Campbell – chitarra
- Carolyn Dennis – coro
- Steve Douglas – sassofono
- Bob Dylan – chitarra, armonica, tastiere, voce
- Howie Epstein – basso
- Judy Feltus – ingegnere
- Anton Fig – batteria
- Lara Firestone – coro
- Greg Fulginiti – mastering
- Milton Gabriel – tamburi metallici
- Keysha Gwin – coro
- Don Heffington – batteria
- Muffy Hendrix – coro
- April Hendrix-Haberlan – coro
- Ira Ingber – chitarra
- James Jamerson, Jr. – basso
- Dewey B. Jones II – coro
- Phil Jones – conga
- Al Kooper – tastiere
- Stan Lynch – batteria
- Steve Madaio – tromba
- Queen Esther Marrow – coro
- Larry Mayhand – coro
- John McKenzie – basso
- Vince Melamed – tastiere
- Larry Meyers – mandolino
- Angel Newell – coro
- Herbert Newell – coro
- John Paris – basso
- Bryan Parris – tamburi metallici
- Al Perkins – steel guitar
- Tom Petty – chitarra
- Crystal Pounds – coro
- Raymond Lee Pounds – batteria
- Madelyn Quebec – coro
- Vito San Filippo – basso
- Carl Sealove – basso
- Patrick Seymour – tastiere
- Jack Sherman – chitarra
- Daina Smith – coro
- Don Smith – ingegnere
- Maia Smith – voce
- Medena Smith – coro
- Dave Stewart – chitarra
- Benmont Tench – tastiere
- Annette May Thomas – coro
- Damien Turnbough – coro
- George Tutko – ingegnere
- Ronnie Wood – chitarra
- Chyna Wright – coro
- Elesecia Wright – coro
- Tiffany Wright – coro